# Władcy Lotaryngii

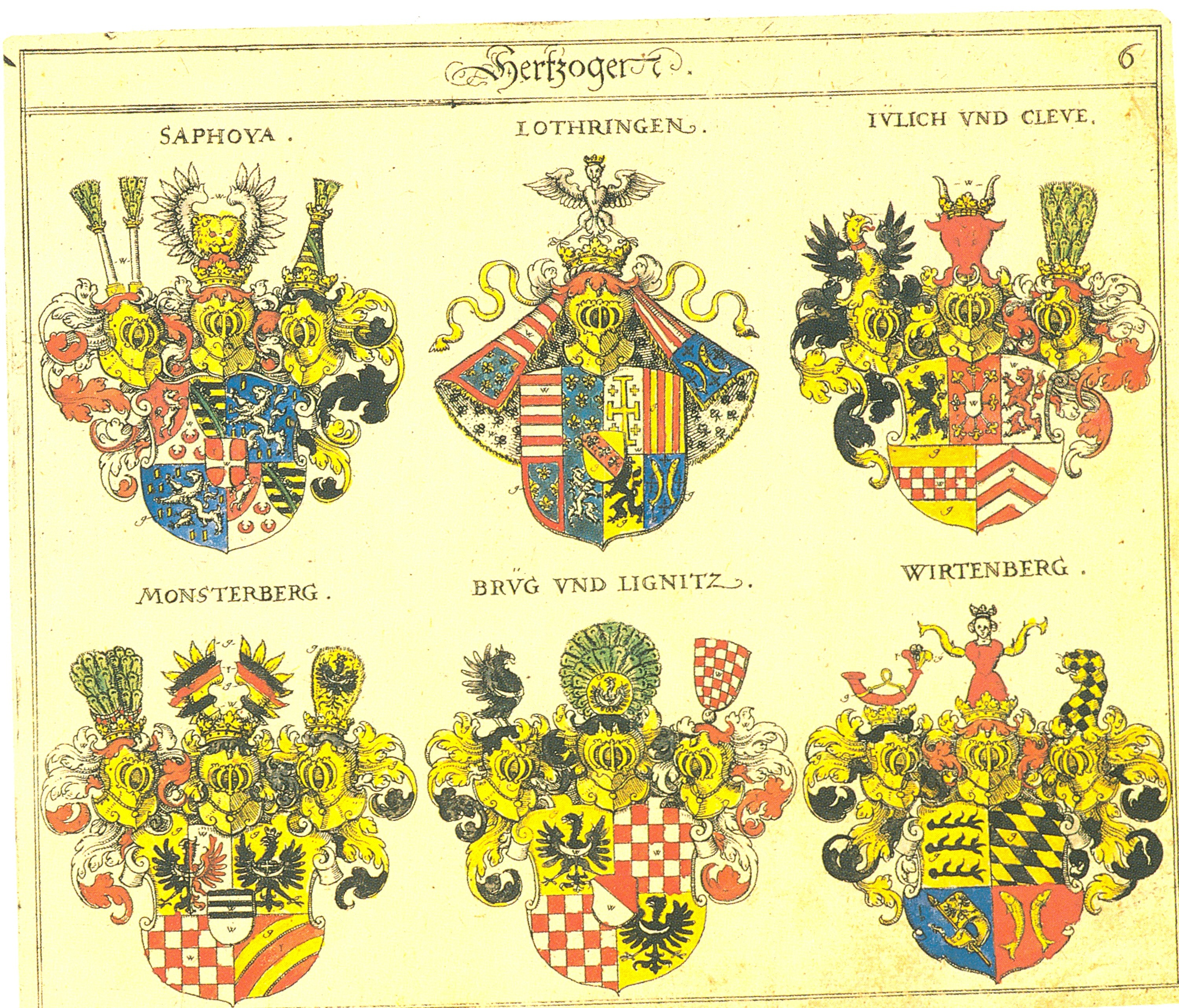
Herb książąt Lotaryngii w herbarzu Siebmachera, 1605 – środkowy herb, górny rząd

## Królowie Lotaryngii

### Karolingowie
855 – podział ziem Królestwa Franków Środkowych i wydzielenie ziem nazwanych od imienia pierwszego władcy Lotaryngią
- 855–869: Lotar II – syn Lotara I, cesarza i króla Franków Środkowych
- 869–879: Karol II Łysy, w Górnej Lotaryngii
- 869–876: Ludwik II Niemiecki, w Dolnej Lotaryngii
- 876–882: Ludwik III Młodszy, do 879 tylko w Dolnej Lotaryngii
- 882–885: Karol Otyły
- 885–887: Hugo Ślepy
- 887–895: Arnulf z Karyntii
- 895–900: Świętopełk
- 900–911: Ludwik IV Dziecię
- 911–923: Karol IV Prostak

### Welfowie
- 923–925: Rudolf z Burgundii

### Ludolfingowie
- 925–935: Henryk I Ptasznik
- 935–973: Otton I Wielki
- 973–983: Otton II
- 983–1002: Otton III
- 1002–1024: Henryk II Święty

### Dynastia salicka
- 1024–1039: Konrad II

## Książęta Lotaryngii
- 903–910: Gebhard
- 910–916: Reginar
- 925–939: Gizelbert
- 939–940: Henryk I
- 942–944: Otto I
- 944–953: Konrad I
- 953–965: Bruno

## Książęta Dolnej Lotaryngii
- 959–964: Godfryd I
- 968–972: Richer

### Karolingowie
- 976–991: Karol z Lotaryngii
- 991–1012: Otto

### Dynastia z Verdun
- 1012–1023: Godfryd II Bezdzietny
- 1023–1044: Gozelo I Wielki
- 1044–1046: Gozelo II Próżniak

### Luksemburgowie
- 1046–1065: Fryderyk I

### Dynastia z Verdun
- 1065–1069: Godfryd III Brodaty
- 1069–1076: Godfryd IV Garbaty

### Dynastia salicka
- 1076–1087: Konrad II

### Dynastia z Boulogne
- 1087–1100: Godfryd V

### Dynastia limburska
- 1101–1106: Henryk

### Dynastia z Louvain
- 1106–1128: Gotfryd VI Brodaty
- 1128–1139: Walram
- 1139–1142: Gotfryd VII
- 1142–1190: Gotfryd VIII

Następni książęta Górnej Lotaryngii, patrz: Władcy Brabancji

## Książęta Górnej Lotaryngii

### Dynastia mozelska
- 959–978: Fryderyk I
- 978–1026: Thierry I
- 1026–1027: Fryderyk II, współregent
- 1027–1033: Fryderyk III

### Dynastia z Verdun
- 1033–1044: Gozelo I Wielki
- 1044–1047: Godfryd III Brodaty

### Dynastia z Châtenois

- 1047–1048: Adalbert
- 1048–1070: Gerard
- 1070–1115: Thierry II Waleczny
- 1115–1138: Szymon I
- 1138–1176: Mateusz I
- 1176–1205: Szymon II
- 1205–1206: Fryderyk I
- 1206–1213: Fryderyk II
- 1213–1220: Tybald I
- 1220–1251: Mateusz II
- 1251–1302: Fryderyk III
- 1302–1312: Tybald II
- 1312–1329: Fryderyk IV
- 1329–1346: Rudolf
- 1346–1390: Jan I
- 1390–1431: Karol II
- 1431–1453: Izabela

### Walezjusze andegaweńscy

- 1431–1453: René I (mąż Izabeli)
- 1453–1470: Jan II
- 1470–1473: Mikołaj I
- 1473–1473: Jolanta

### Dynastia z Vaudémont
- 1473–1508: René II (syn Jolanty)
- 1508–1544: Antoni II Dobry
- 1544–1545: Franciszek I
- 1545–1608: Karol III Wielki
- 1608–1624: Henryk II
- 1624–1624: Nicole
- 1624–1624: Franciszek II
- 1624–1634: Karol IV
- 1634–1661: Mikołaj II

- 1661–1675: Karol IV, (tytularny od 1670)

1670–1698: okupacja francuska
- 1675–1690: Karol V Leopold, (tytularny)
- 1690–1729: Leopold I Józef, (tytularny do 1698)
- 1729–1737: Franciszek III Stefan

### Leszczyńscy
- 1737–1766: Stanisław Leszczyński

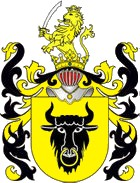

1766 – Lotaryngia przyłączona do Francji